# Antonio Sconziano
Antonio Sconziano (Milano, 18 giugno 1972) è un ex calciatore italiano, di ruolo terzino.

## Carriera
Inizia la sua carriera in Interregionale nel Seregno e nel 1990 viene ingaggiato dal Parma in serie A, dove resta per due stagioni senza giocare mai. Nel 1992 si trasferisce all'Avellino in C1 con cui disputa 29 partite.
La stagione successiva debutta in serie B con il Cosenza. Con la maglia rossoblu realizza i primi due gol da professionista in 33 gettoni di presenza. L'anno dopo viene ingaggiato dal Perugia ma con la compagine umbra colleziona una sola presenza e nella stessa stagione si trasferisce all'Acireale con cui gioca 20 partite tra i cadetti, terminando il campionato con una retrocessione.
Nella stagione successiva va serie A al Padova con cui disputa 26 gare nella massima serie. La stagione della squadra veneta, allenata da Mauro Sandreani è disastrosa e si conclude con la retrocessione in B. A fine campionato torna tra i cadetti vestendo nuovamente la maglia del Cosenza, gioca 35 partite in una stagione in cui i calabresi, guidati da Gianni De Biasi, poi da Franco Scoglio e infine ancora da De Biasi, retrocedono in Serie C1. Nel 1997-1998 gioca 24 partite in Serie C1 con il Como del patron Enrico Preziosi (con l'emergente Mario Beretta allenatore), e la stagione successiva altre 24 nel Brescello, sempre in Serie C1.
Nel 1999 torna a giocare in Umbria, vestendo la maglia del Gualdo. Con la squadra biancorossa gioca 4 campionati: il primo in Serie C1 e i successivi tre in Serie C2. Il club umbro è anche quello con cui Sconziano ha giocato di più nella sua carriera. Dal 2003 al 2005 gioca con la Sanremese. Alla prima stagione con la squadra ligure conquista la promozione in C2 (dopo la vittoria dei playoff) totalizzando 28 presenze, mentre nella stagione successiva totalizza 28 presenze e la sua squadra si classifica al sesto posto. Termina la carriera agonistica nei dilettanti.
Ha esordito in serie A il 27 agosto 1995 in Padova-Milan (1-2).
Conta 306 partite e 4 gol nei vari campionati professionistici.